# Sestiere (Firenze)

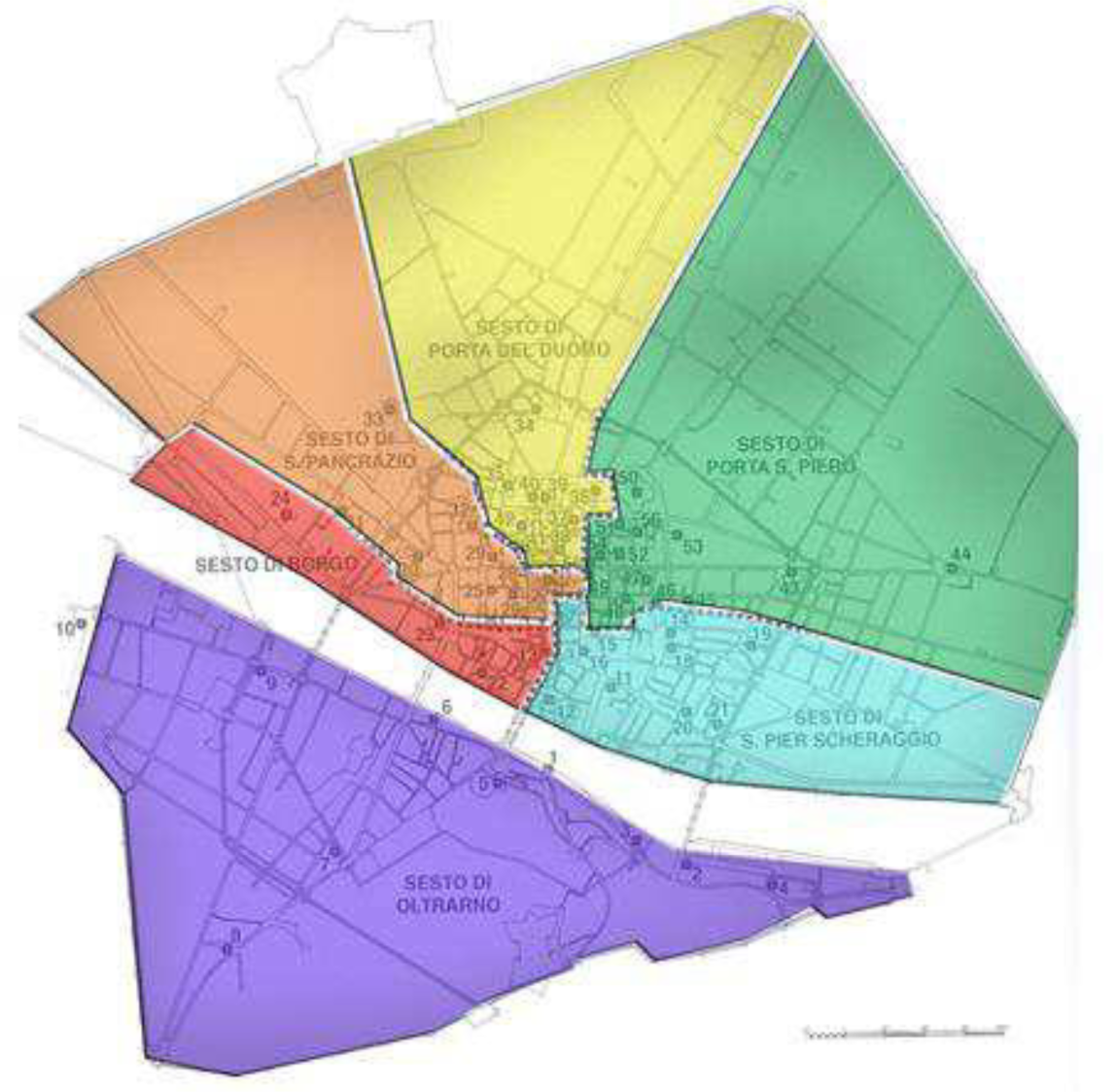
Mappa dei sestieri di Firenze.

Il sestiere fu uno dei sei settori in cui fu divisa la città di Firenze, fino al 1343.
Dal 1173, la suddivisione di Firenze in sei parti, per ragioni amministrative e militari, durò fino al 1343, quando fu deciso di risuddividerla in quattro, creando i  quartieri (il quartiere, ovvero una quarta parte della città).

## Storia
In età medievale la città era suddivisa in quartieri che prendevano il nome dalle porte del Duomo, di S. Maria, di S. Piero e di S. Pancrazio.
Nel corso del Duecento Firenze visse il suo apogeo: già tagliata fuori dalla Francigena vi si collegò, effettuando una vera e propria rivoluzione stradale, grazie all'attrattività del suo mercato economico ed alla sicurezza del contado assoggettato da una serie di azioni militari. 
Per effetto della immigrazione dal contado di nobili e di rurali e in forza dello sviluppo delle attività artigiane, Firenze si era espansa oltre la cinta delle mura romane ed aveva edificato una nuova cinta protettiva che inglobasse anche i più cospicui "borghi", le aree edificate che insistevano sulle strade di accesso alle porte delle antiche mura, e dei quali rimane traccia in alcuni nomi di strade odierni (Borgo Ognissanti, Borgo Pinti, Borgo San Jacopo, Borgo San Frediano, ecc. e per la prima volta, l'Oltrarno). Le nuove mura triplicarono la superficie della città (da 24 a 75 ettari circa).  La nuova suddivisione coinvolse dunque anche i borghi sulla riva sinistra dell'Arno (l'Oltrarno) che tese ad espandersi anche grazie alla costruzione di due nuovi ponti: quello della Carraia nel 1220, dove sboccava il Mugnone, e quello di Rubaconte poi detto "delle Grazie" nel 1237.
Con la nuova cinta muraria del 1172-76, Firenze è divisa in sestieri, cioè in sei zone (riconoscibili da un'insegna), la cui prima notizia documentata è del 1194. Il popoloso quartiere di Santa Maria fu diviso nei due sesti di San Pier Scheraggio e di Borgo Santi Apostoli e fu inoltre creato il sesto d'Oltrarno. Porta San Pier Maggiore, Porta Duomo, Porta San Pancrazio divennero sesti conservando il loro antico nome, ma incrementando i loro territori, comprendendo oltre alle contrade fra le antiche e nuove mura anche le parrocchie situate dinanzi a queste ultime. 
Giovanni Villani (Nuova Cronica, I, VII, XXXIX) descrive così i Sestieri al momento dell'istituzione del governo detto di "Primo Popolo" nel 1250: "Sestiere di Oltrarno colla insegna del ponte; San Piero Scheraggio colla insegna del Carroccio, il quale Carroccio di marmi fu recato da Fiesole a Firenze ed è nella fronte di detta Chiesa di San Piero; Borgo colla insegna del becco imperiocché in quello Sesto stavano tutti i beccai e di loro mestiere ed erano a qué tempi molto innanzi alla città; San Brancaziocolla insegna della branca di leone per lo nome, Porta del Duomo colla insegna del Duomo, e porta San Pierocolla insegne delle chiavi."
Il governo di Primo Popolo (detto anche "popolo vecchio"), istituito per porre un freno allo strapotere delle famiglie più antiche e potenti (Uberti, Lamberti, ecc.) che si identificavano con i ghibellini,  in breve tempo fu espressione dei guelfi. Fu rinnovato il governo della città istituendo la carica di Capitano del Popolo ed un consiglio di 12 Anziani, due per sestiere, come massima magistratura. I sestieri dovevano organizzare militarmente i popolani in funzione antimagnatizia ed avevano a capo 36 Caporali, sei per sestiere. Come il podestà, anche il Capitano ebbe due Consigli, il generale e il ristretto, o di credenza, come si diceva di preferenza, di 25 persone il primo (totale 150 consiglieri) e di 6 il secondo (totale dei consiglieri 36).

## Sestieri

Stemma della Città di Firenze

- San Piero Scheraggio, suddiviso nei gonfaloni: Balzamo (parrocchie di San Firenze e San Simone); Lion Nero (parrocchie di San Remigio e San Jacopo fra i Fossi); Bue (parrocchie di Sant'Apollinare, San Romolo, Santa Cecilia, San Michele in Orto); Carro (parrocchie di San Piero Scheraggio, Santo Stefano al Ponte, Santa Maria Sopraporta).[8]

- Oltrarno, suddiviso nei gonfaloni: Scala (parrocchie di    Santa Maria Soprarno, San Gregorio, Santa Lucia de' Magnoli, San Niccolò e Santa Felicita); Ferza (parrocchie di San Felice in Piazza, San Pier Gattolino); Nicchio (parrocchie di San Jacopo Soprarno, Santa Felicita); Drago Verde (parrocchie di San Frediano, Santa Maria in Verzara)[9]. .

- Borgo, suddiviso nei gonfaloni: Vipera (parrocchie di     Santa Maria Sopraporta, Santo Stefano al Ponte, SS. Apostoli); Cavallo (parrocchia di Santa Lucia a Sant'Eusebio); Aquila (parrocchia di Santa Trinita).

- San Pancrazio, suddiviso nei gonfaloni: Leone Naturale (parrocchie di Santa Maria degli Ughi, San Miniato tra le Torri, Sant'Andrea, San Pier Buonconsiglio, San Donato dei Vecchietti, San Pancrazio; Lion Bianco (parrocchie di San Michele Bertelde, Santa Maria Novella, San Paolo; Lion Rosso (parrocchie di San Pancrazio, San Paolo).

- Porta del Duomo, suddiviso nei gonfaloni: Lion d'Oro (parrocchia di San Lorenzo); Lion Azzurro (parrocchia di Santa Maria Maggiore); Drago Verde (parrocchia di    Santa Reparata, San Cristoforo, San Tommaso, San Michele Bertelde, San Salvatore, San Ruffillo, Santa Maria in Campidoglio, San Leo).

- Porta San Pietro, suddiviso nei gonfaloni: Ruote (parrocchie di San Procolo, Santo Stefano di Badia, Santa Margherita, San Martino, San Michele in Orto, Sant'Andrea, San Bartolomeo); Chiavi (parrocchie di San Pier Maggiore, Sant'Ambrogio); Vaio (parrocchie di San Michele Visdomini, San Pier Celoro, Santa Maria degli Alberighi, Santa Maria in Campo, San Michele in Palchetto, Santa Maria Nepotecosa, San Benedetto).

## Armi

San Pier Scheraggio
Oltrarno
Borgo
San Pancrazio
Porta del Duomo
Porta San Piero